# Сосенко Модест Данилович
Модест Данилович Сосе́нко (28 квітня 1875, Пороги, Австро-Угорщина — 4 лютого 1920, Львів, ЗУНР) — український художник-монументаліст, портретист, пейзажист, ілюстратор.

## Біографія
Народився в сім'ї греко-католицького священника, пароха с. Пороги о. Данила Сосенка. Початкова освіта — ґімназія при монастирі оо. Василіян у Бучачі (1887–1895 рр.). Вчився у Краківській школі мистецтв (1896–1900) у відділі рисунків та малярств, та завдяки фінансовій підтримці митрополита Андрея Шептицького в Мюнхенській академії (1901–1902) у відділі технічного малярства у Оттона Зейца, і в Національній школі мистецтв у Парижі (майстерня Леона Бонна) (1902–1905); з 1908 р. жив у Львові. З 1907 р. працював реставратором у Національному музеї у Львові. Під час Першої світової війни був мобілізований до Австро-угорської армії, брав участь у військових діях в 1916–1918 роках.
Подорожував по Італії й Україні (1908–1913), Єгипті й Палестині (1914). Був мобілізований під час Першої світової війни і впродовж 1916–1918 років перебував на фронті в складі Австро-угорської армії. Але на передовій він активно малював мініатюрні пейзажі. Після війни Сосенко регулярно хворів. 
Останні роки життя провів у митрополичій резиденції при соборі святого Юра у Львові. Помер 4 лютого 1920 року в домі митрополита Шептицького. 
Модест Сосенко похований у Львові на Янівському цвинтарі, поле № 31. За заповітом уся спадщина перейшла до Національного музею у Львові. 
За заповітом всі твори були передані Національному музею у Львові, де вони і зберігаються. Частина колекції знаходиться у Львівській галереї мистецтв, Львівському музеї історії релігії, Коломийському державному музеї народного мистецтва «Гуцульщина», Івано-Франківському краєзнавчому музеї, музеї на горі Святого Юра у Львові.

## Творчий доробок
Уперше брав участь у виставці українських малярів та народного мистецтва у Львові в січні 1905 року.
На першому етапі творчості працював у жанрі пейзажу, згодом перейшов до монументального та станкового релігійного малярства, що зробило його відомим.
- Портрети: Атанасія Шептицького, Володимира Шухевича, «Портрет дівчини» (1912), «Автопортрет» (1915),
- Побутові картини: «Хлопець обідає», «Розмова», «Діти на плоті» (1913), «Трембітарі» (1914), етюди народних танців,
- Пейзажі: Парижу, Карпат, Південної Далмації, «Рання весна на селі» (1903), «Будуа в сонці» (1918), Собор Святого Юра у Львові
- Монументальні декоративні розписи:
  - Львівського музичного коледжу ім. Людкевича у Львові виконані головним чином за мотивами полтавських гаптів та з зображеннями народних музикантів
  - актової та концертної зал Вищого музиного інституту ім. М.Лисенка у Львові (1913)
  - розписи та іконостас церкви Святої Великомучениці Параскеви в Пужниках (нині село Тлумацького р-ну Івано-Франк. обл.; 1906—1907, втрачені)
  - церкви святого архистратига Михаїла в Більче-Золотому (нині село Чортківського р-ну Терноп. обл.; 1912, знищені)[2]
- Поліхромії церков: церкви Архангела Михаїла в Підберізцях біля Львова (1908–1909), Воскресенської церкви в Печеніжині (1907–1908, знищені), церкви Воскресіння Христового в Рикові (нині с. Поляни Золочівського р-ну Львів. обл.), Більче-Золотому, церкви Святого Миколая в Золочеві (1911–1913), Воскресенської церкви в Товмачі, Успенської церкви в Славську (разом з Юліяном Буцманюком); проєкт поліхромії Волоської церкви у Львові.
- Автор збірки «Прикраси галицьких рукописів XVI–XVII ст. Ставропігійського Музею» (видана 1923). Твори М. Сосенка зберігаються у Львівському державному музеї українського мистецтва (близько 100 робіт), Коломийському Державному Музеї Народного Мистецтва «Гуцульщина» і в приватних колекціях.
- Образи для іконостасу монастирської церкви святого Онуфрія у Львові. Відомо про початок робіт 1907 року.[5]

У своїх творах, особливо на релігійну тематику, Модест Сосенко намагався синтезувати старі візантійські основи малярства з сучасними йому мистецькими досягненнями, був новатором у цій ділянці.
Сосенко став одним з перших художників, який виступив з власною системою оздоблення українських храмів. Там він об'єднав візантійський стиль та новаторства заходу, а також орнаменталістику та модерн. Ще в 1901 році Модест розписав святилище в церкві с. Яблуниця Івано-Франківської області, але церква не збереглася до наших днів. Взагалі історики стверджують, що насліддя художника складно оцінити через наслідки бойових дій першої половини XX ст. 

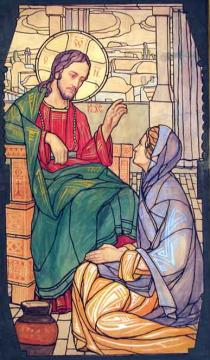
Христос і Магдалина з церкви в селі Підберізці
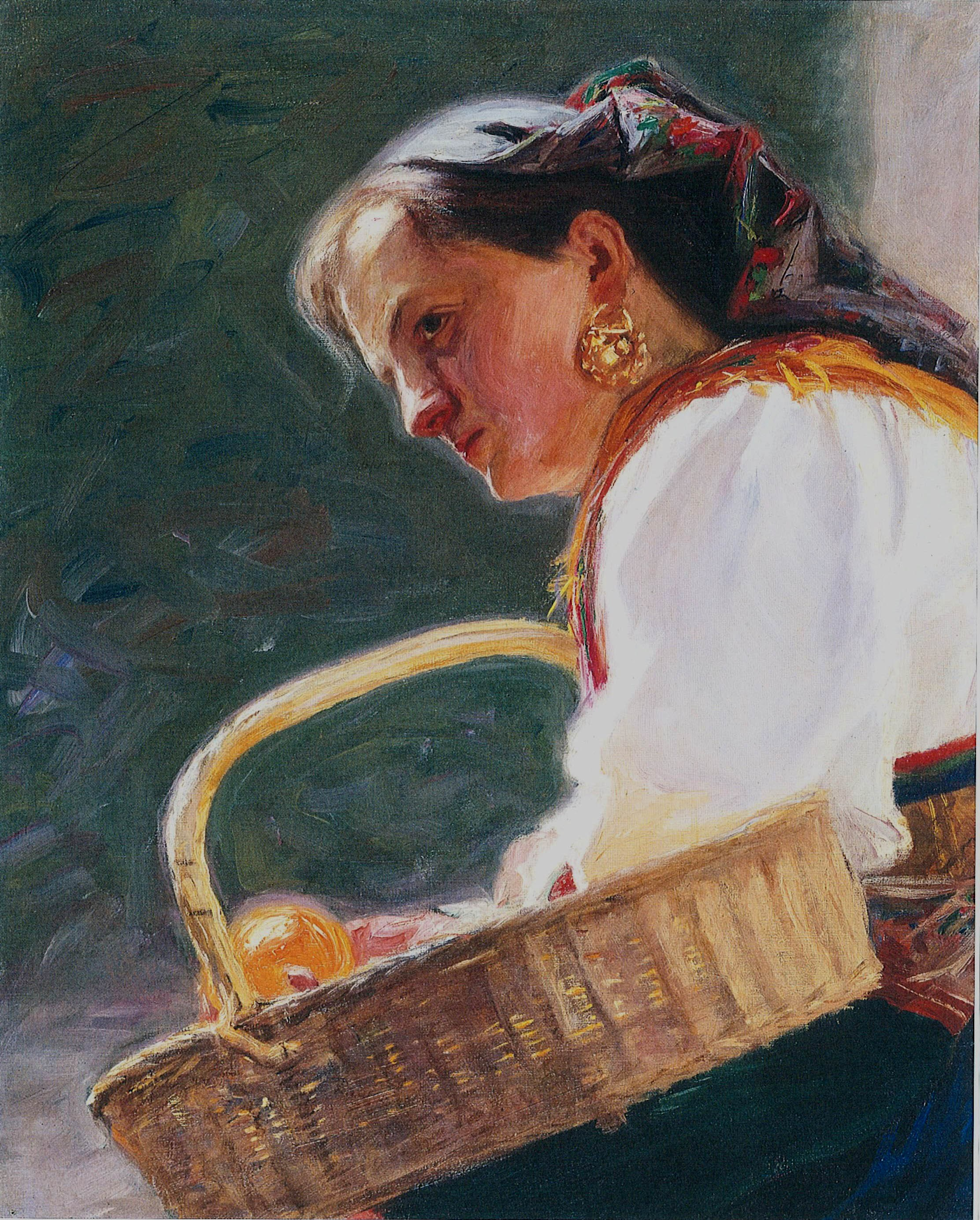
Продавчиня апельсинів (1912)

## Знищення розписів Сосенка у Славську
У травні 2019 року в церкві Успіння Богородиці у Славському було безжально знищено всі настінні розписи Сосенка і його учня Юліана Буцманюка. Священник і громада самовільно почали ремонт, незважаючи на переконання представників єпархії та пояснення мистецтвознавців. Модест Сосенко доклався до оздоблення одинадцяти церков на території України, серед них була і церква у Славському. Його стінопис був лише в чотирьох церквах, включаючи церкву Успіння Борогодиці. Розписи талановитого художника збережені ще у згаданій церкві Святого Михаїла Підберізцях, у дерев'яній церкві села Поляни Золочівського району та в церкві Святого Миколая у Золочеві.
Після повідомлення 10 травня про планований у церкві ремонт у Славське одразу поїхали мистецтвознавці, чиновники і навіть представники єпархії. Впродовж двох днів — 12 та 13 травня — вони намагалися переконати настоятеля храму Андрія Петришина та громаду в цінності розписів. Обласний відділ охорони культурної спадщини видав припис про заборону будь-яких робіт, оскільки церква є пам'яткою архітектури і будь-які роботи у ній мають бути дозволені органом охорони культурної спадщини. Проте священнослужитель і громада не зреагували на припис і за два наступні дні все церковне малярство перетворилося на гору уламків. 15 травня ввечері інтер'єри храму були цілком знищені.

## Вшанування
- Його іменем названо одну з вулиць у Львові.
- У 2000 році вийшов поштовий конверт з маркою присвяченою Модесту Сосенку.

## Галерея

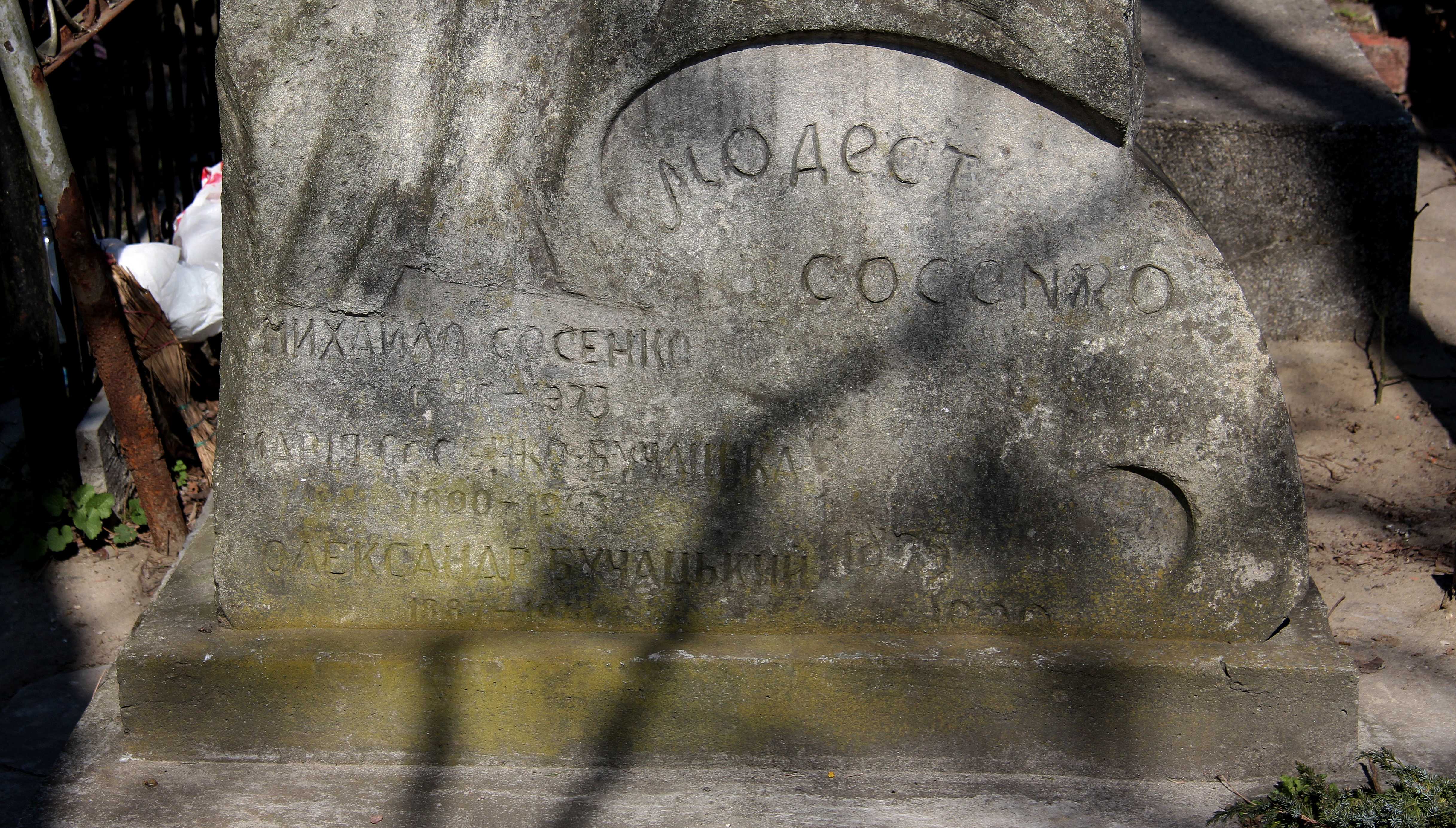
Надгробок на могилі родини Сосенків
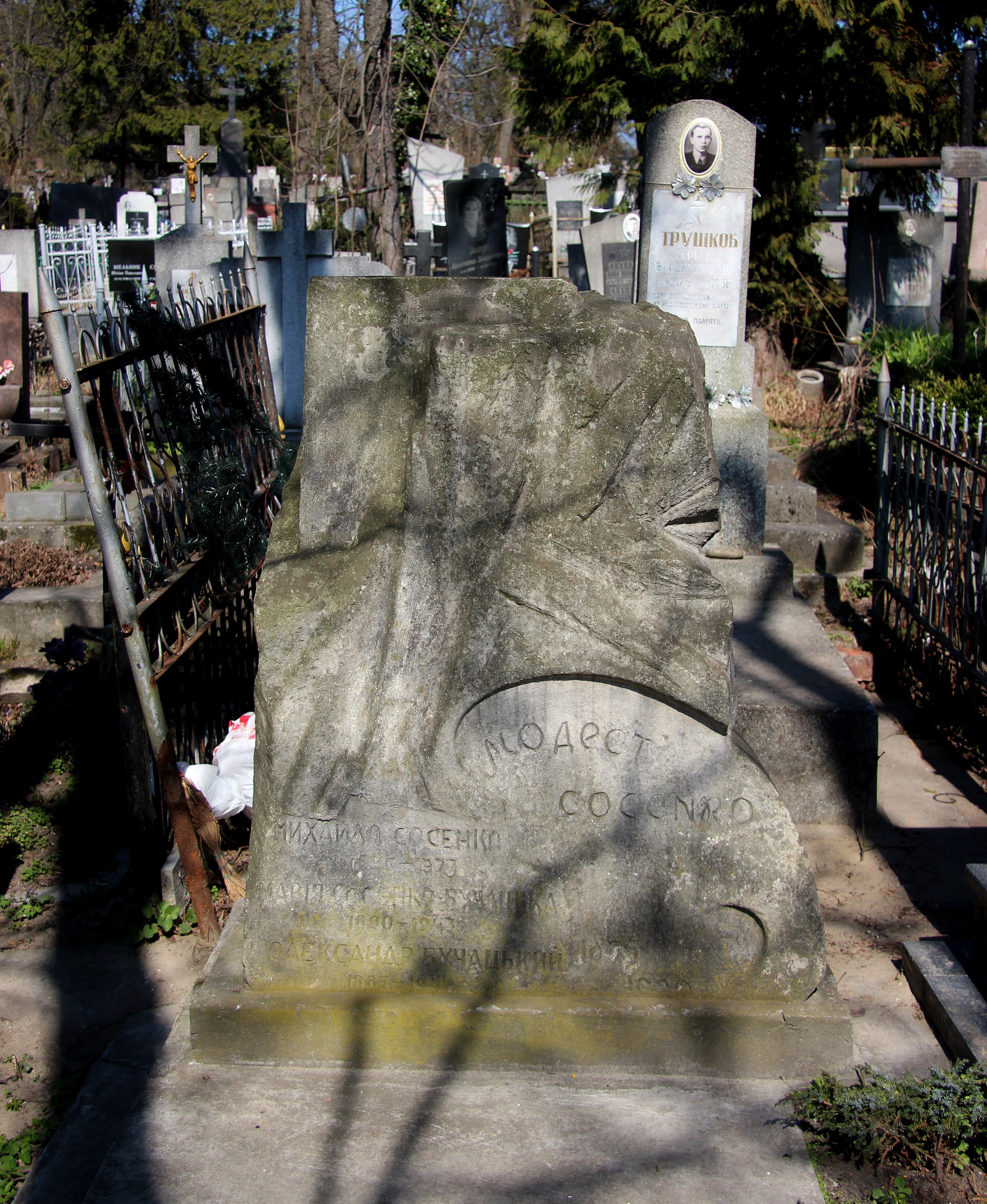
Надгробок на могилі родини Сосенків
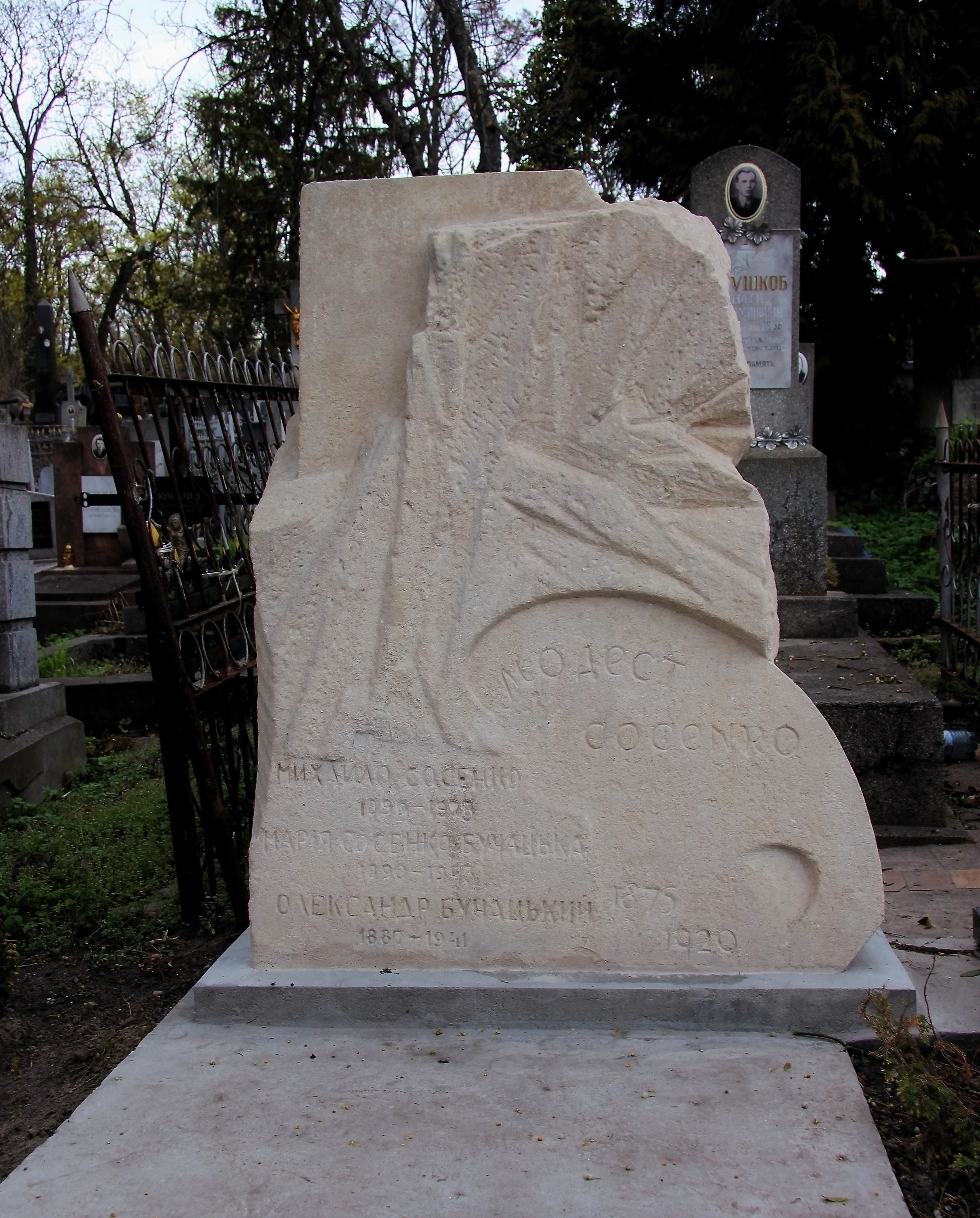
Надгробок на могилі родини Сосенків, квітень 2022
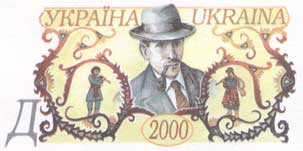
Поштова марка, 2000.